# Bråviken
Bråviken – zatoka Morza Bałtyckiego znajdująca się w Szwecji w gminie Norrköping. Jest fierdem, tj. zatopioną płytką doliną lodowcową.
Zatoka jest położona równoleżnikowo, o długości ponad 50 km. Północne brzeg zatoki jest wyższy i składa się ze skarp porośniętych lasem. Południowy jest płaski i zajmują go głównie tereny rolnicze. Na zachodnim końcu Bråviken leży miasto Norrköping. Innymi większymi miejscowościami położonymi nad zatoką (na północnym brzegu) są: Krokek, Kvarsebo i Nävekvarn.